# Jeong Yu-jeong
Jeong Yu-jeong (* 15. August 1966) ist eine südkoreanische Autorin.
Jeong arbeitete zunächst fünf Jahre als Krankenschwester, bevor sie neun Jahre als Sachverständige der staatlichen Gesundheitsversicherung arbeitete. Sie träumte vom Beruf des Schreibens, doch ihre Eltern waren dagegen. Ihr Onkel war Bühnenautor und starb in seinen 40er-Jahren in Armut. Doch Jeong blieb hartnäckig, reichte immer wieder ihre Manuskripte ein und gewann 2007 im Alter von 41 mit ihrem Roman Nae Insaeng-ui Spring Camp den Segye Youth Literary Award. Zwei Jahre später erhielt sie für Nae Simjang-eul Sswara den Literaturpreis der Segye Ilbo.
Sie verfasst Romane des Genres Thriller. Zwei ihrer Werke wurden verfilmt: Nae Insaeng-ui Spring Camp wurde 2015 von Mun Che-yong mit Lee Min-ki und Yeo Jin-goo umgesetzt und 7-nyeon-ui Bam wurde von 2018 von Choo Chang-min mit Ryu Seung-ryong und Jang Dong-gun adaptiert. Letztgenannter Titel erschien zudem auf Deutsch unter Sieben Jahre Nacht. Außerdem wurde Jeongs Roman Jong-ui Giwon unter dem Titel Der gute Sohn ins Deutsche übersetzt. Das Werk wurde durch einen realen Fall inspiriert und schließlich auch in einem Webtoon adaptiert.

## Werke
- 2000: Yeolhan Sal Jeongeun-i (열한 살 정은이)
- 2002: Ibyeolboda Seulpeun Yaksok (이별보다 슬픈 약속)
- 2004: Mabeop-ui Sigan (마법의 시간)
- 2007: Nae Insaeng-ui Spring Camp (내 인생의 스프링 캠프)
- 2009: Nae Simjang-eul Sswara (내 심장을 쏴라)
- 2011: Sieben Jahre Nacht (7년의 밤 7-nyeon-ui Bam)
- 2013: 28
- 2016: Der gute Sohn (종의 기원 Jong-ui Giwon)
- 2019: Jin-i, Ji-ni (진이, 지니)